# آكنيستي
آكنيستي (بالإنجليزية: Aknīste)‏ هي منطقة سكنية تقع في لاتفيا في لاتفيا.[بحاجة لمصدر] يقدر عدد سكانها بـ 1,951 نسمة ومساحتها 133 كم2.

## المدن التوأمة
مدينة Białogard هي مدينة توأمة لـآكنيستي.

## معرض صور

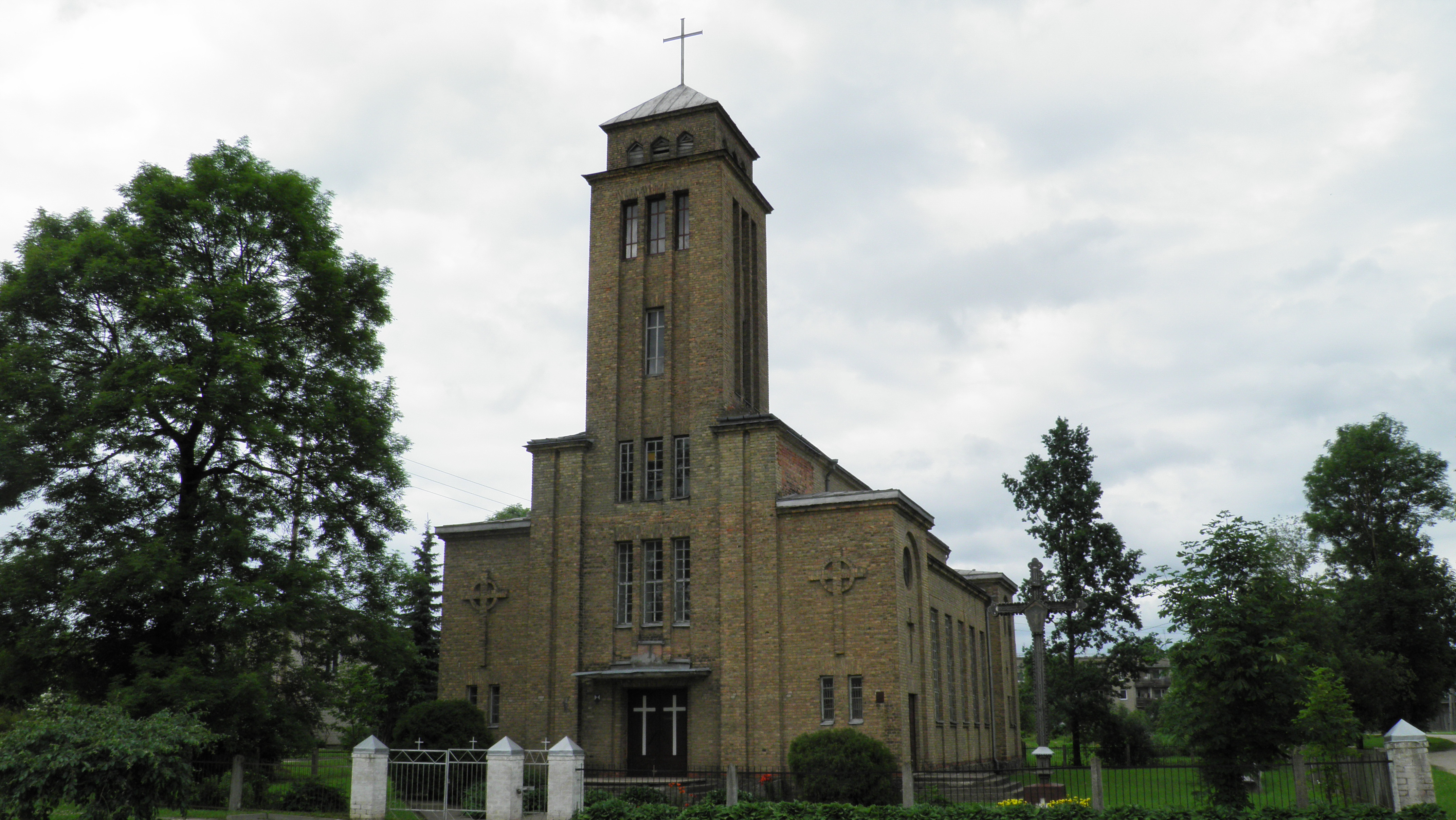
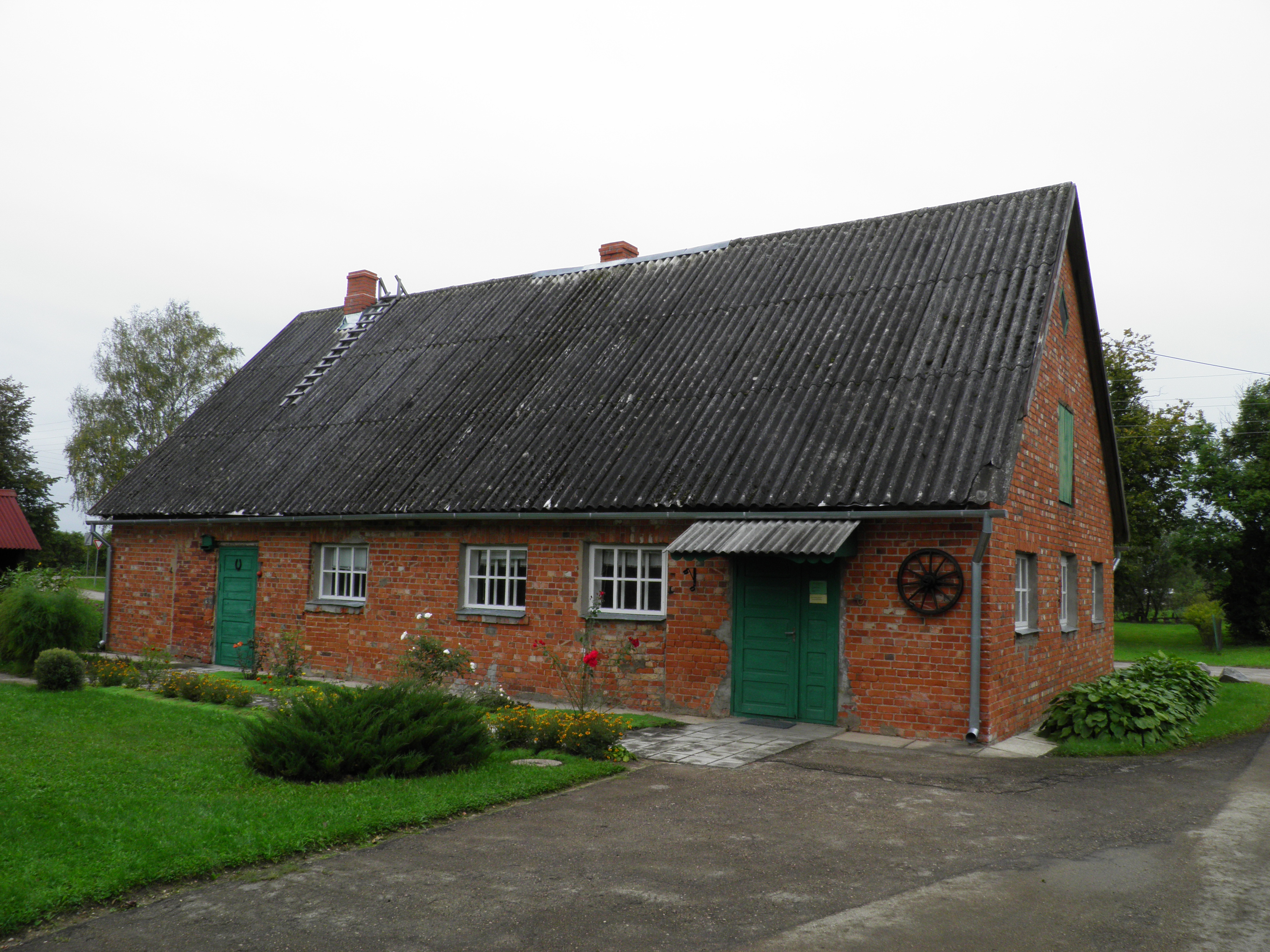
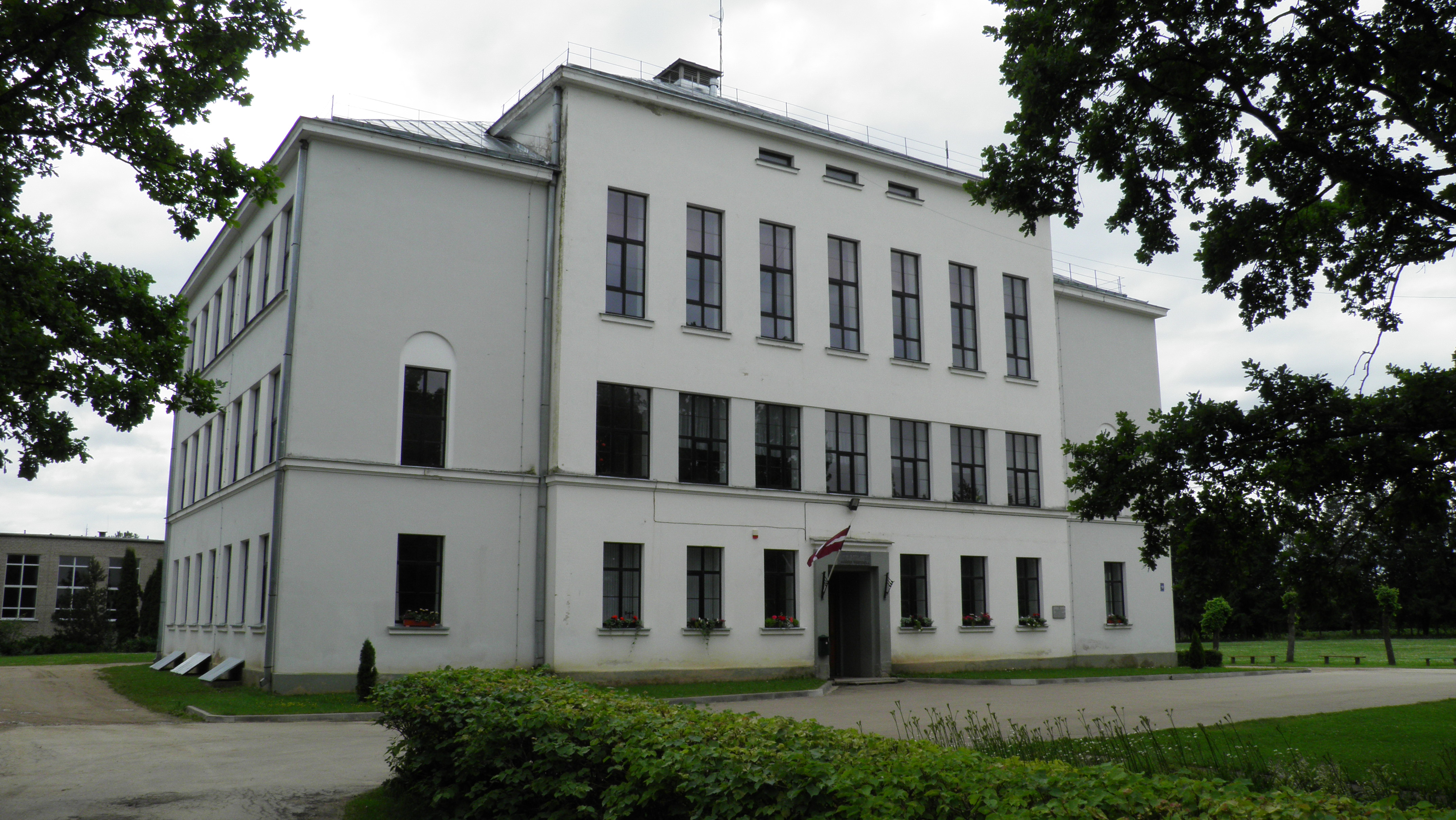
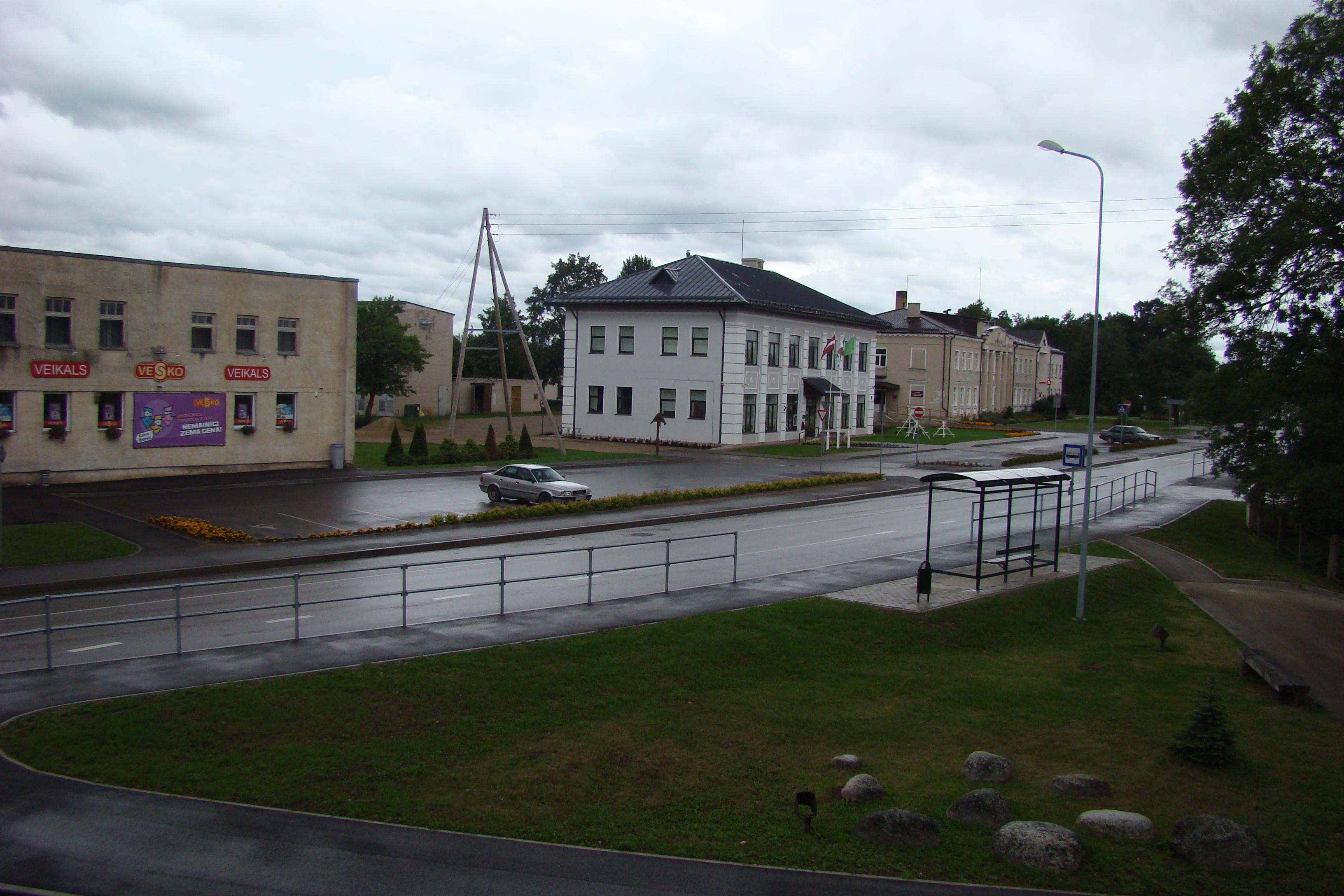